# Sekwencja regulatorowa genu
Sekwencja regulatorowa genu – fragment DNA regulujący ekspresję genu. Do sekwencji regulatorowej przyłączają się białka regulujące transkrypcję, na przykład czynniki transkrypcyjne i remodelatory, oraz polimeraza RNA. Kombinacja tych sekwencji, wraz z kombinacją czynników białkowych dostępnych w jądrze komórkowym i ich aktywności, sprawia, że poziom ekspresji genu jest regulowany w zależności od typu, stanu metabolicznego komórki i bodźców zewnętrznych.
Wyróżniamy następujące rodzaje sekwencji regulatorowych: 
- promotor – położony w bezpośrednim sąsiedztwie początku sekwencji kodującej genu. Zadaniem jest przyłączanie polimerazy RNA oraz inicjacja transkrypcji we właściwym kierunku. Może też regulować poziom ekspresji.
- wzmacniacz (ang. enhancer) – sekwencja położona często w znacznej odległości od sekwencji kodującej, aktywna niezależnie od orientacji i położenia. Aktywuje transkrypcję, często bardzo silnie. Wykazuje dużą specyficzność w stosunku do typu komórki i odpowiedzi na bodźce. Geny mające skomplikowaną regulację mają często wiele wzmacniaczy, każdy odpowiedzialny za ekspresję w danym typie komórki albo danej sytuacji. Wzmacniacz może działać na wiele genów naraz. Geny, których funkcjonowanie jest wymagane w każdej sytuacji, mogą ich nie mieć.
- wyciszacz (ang. silencer) – sekwencja o podobnych własnościach do wzmacniacza, lecz o działaniu negatywnym na ekspresję genów. Często jego funkcja polega na permanentnym wyłączeniu ekspresji, poprzez epigenetyczny mechanizm wyciszania ekspresji.
- izolator chromosomowy – sekwencja izolująca geny od wpływu sąsiednich wzmacniaczy i wyciszaczy.